# Agave fourcroydes
Agave fourcroydes ist eine Pflanzenart aus der Gattung der Agaven (Agave). Ein englischer Trivialname ist „Henequen Agave“.

## Beschreibung
Agave fourcroydes wächst mit dicken Stämmen und bildet Rosetten mit Ausläufern. Die starren, geraden Laubblätter sind linealisch und rinnig. Sie sind an der Basis gerundet und laufen spitz zu. Die Blätter sind 120 bis 180 Zentimeter lang und 8 bis 12 Zentimeter breit. Am geraden Blattrand befinden sich in regelmäßigen Abständen dunkelbraune, 3 bis 6 Millimeter lange schlanke Randzähne. Der kräftige, dunkelbraune, konische Enddorn ist oben kurz und offen gefurcht und meist 2 bis 3 Zentimeter lang.
Der 5 bis 6 Meter hohe Blütenstand ist rispig und trägt in der oberen Hälfte 10 bis 18 Teilblütenstände sowie Bulbillen. Die Einzelblüten sind 6 bis 7 Zentimeter lang. Ihre Tepalen sind grünlich gelb. Sie besitzen fast gleiche Zipfel von 16 bis 18 Millimeter Länge. Die urnenförmige Blütenröhre ist 12 bis 16 Millimeter lang.
Samen werden nie gebildet.
Die Chromosomenzahl beträgt 2n = 50 oder 150.

## Systematik und Verbreitung
Agave fourcroydes ist nur kultiviert bekannt und ist hauptsächlich im Osten Mexikos verbreitet.
Die Erstbeschreibung durch Charles Lemaire ist 1864 veröffentlicht worden. Synonyme sind Agave ixtlioides Lemaire ex Jacobi und Agave sullivanii Trelease.

## Nutzung
Aus den Blättern von Agave fourcroydes werden weiche Fasern gewonnen, die als „Henequen“ bezeichnet werden. Die einzelnen Zellen sind mit durchschnittlich 2,88 Millimeter Länge für eine Agavenfaser ausgesprochen lang und 22,6 Mikrometer dick. Da die für das Verspinnen erforderliche Mindestlänge 25 Millimeter beträgt, werden nicht einzelne Fasern verarbeitet, sondern Faserbündel.

## Nachweise